# Buková (Řemíčov)
Buková (německy Bukowa) je malá vesnice, část obce Řemíčov v okrese Tábor v Jihočeském kraji. Nachází se asi jeden kilometr severně od Řemíčova. Je zde evidováno 12 adres. V roce 2011 zde trvale žili čtyři obyvatelé.
Buková leží v katastrálním území Řemíčov o výměře 4,33 km².

## Historie
První písemná zmínka o vesnici pochází z roku 1394.

## Obyvatelstvo
| Rok            | 1869 | 1880 | 1890 | 1900 | 1910 | 1921 | 1930 | 1950 | 1961 | 1970 | 1980 | 1991 | 2001 | 2011 | 2021 |
| -------------- | ---- | ---- | ---- | ---- | ---- | ---- | ---- | ---- | ---- | ---- | ---- | ---- | ---- | ---- | ---- |
| Počet obyvatel | 78   | 80   | 98   | 68   | 61   | 61   | 57   | 43   | 45   | 39   | 17   | 10   | 7    | 4    | 15   |
| Počet domů     | 12   | 12   | 12   | 12   | 11   | 10   | 10   | 10   | 10   | 9    | 8    | 10   | 11   | 12   | 12   |

## Obecní správa
Při sčítání lidu v letech 1850–1929 Buková byla osadou obce Noskov v okrese Tábor. V letech 1930–1975 byla osadou obce Řemičov, se kterým patřila nejprve do okresu Tábor, ale v roce 1950 v okrese Votice a od roku 1960 opět v okrese Tábor. Od 1. ledna 1976 do 31. prosince 1991 byla částí města Mladá Vožice v okrese Tábor. Od 1. ledna 1992 je opět částí obce Hlasivo v okrese Tábor.

## Pamětihodnosti
- Výklenková kaplička

## Galerie

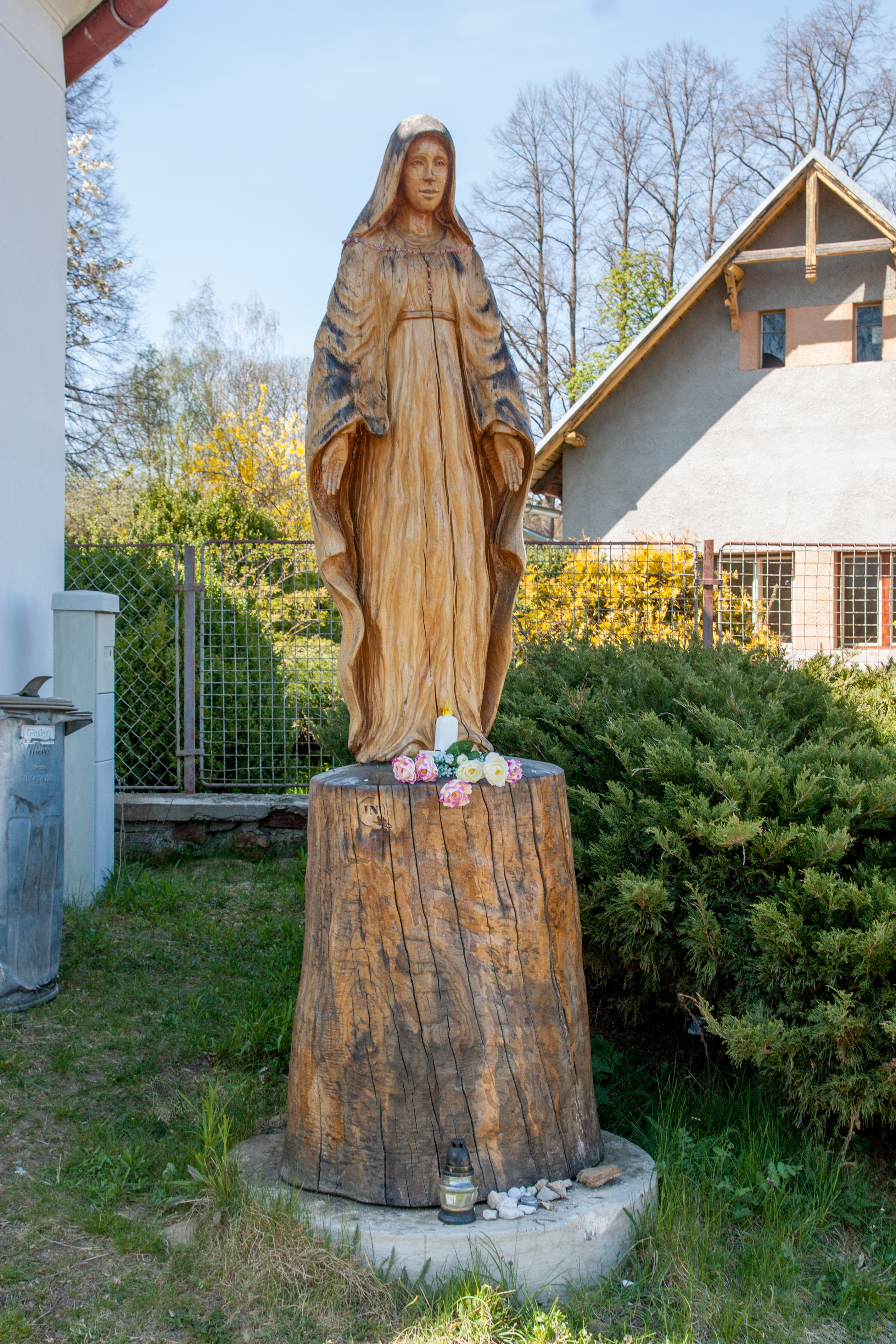
Dřevěná socha Panny Marie u kostela
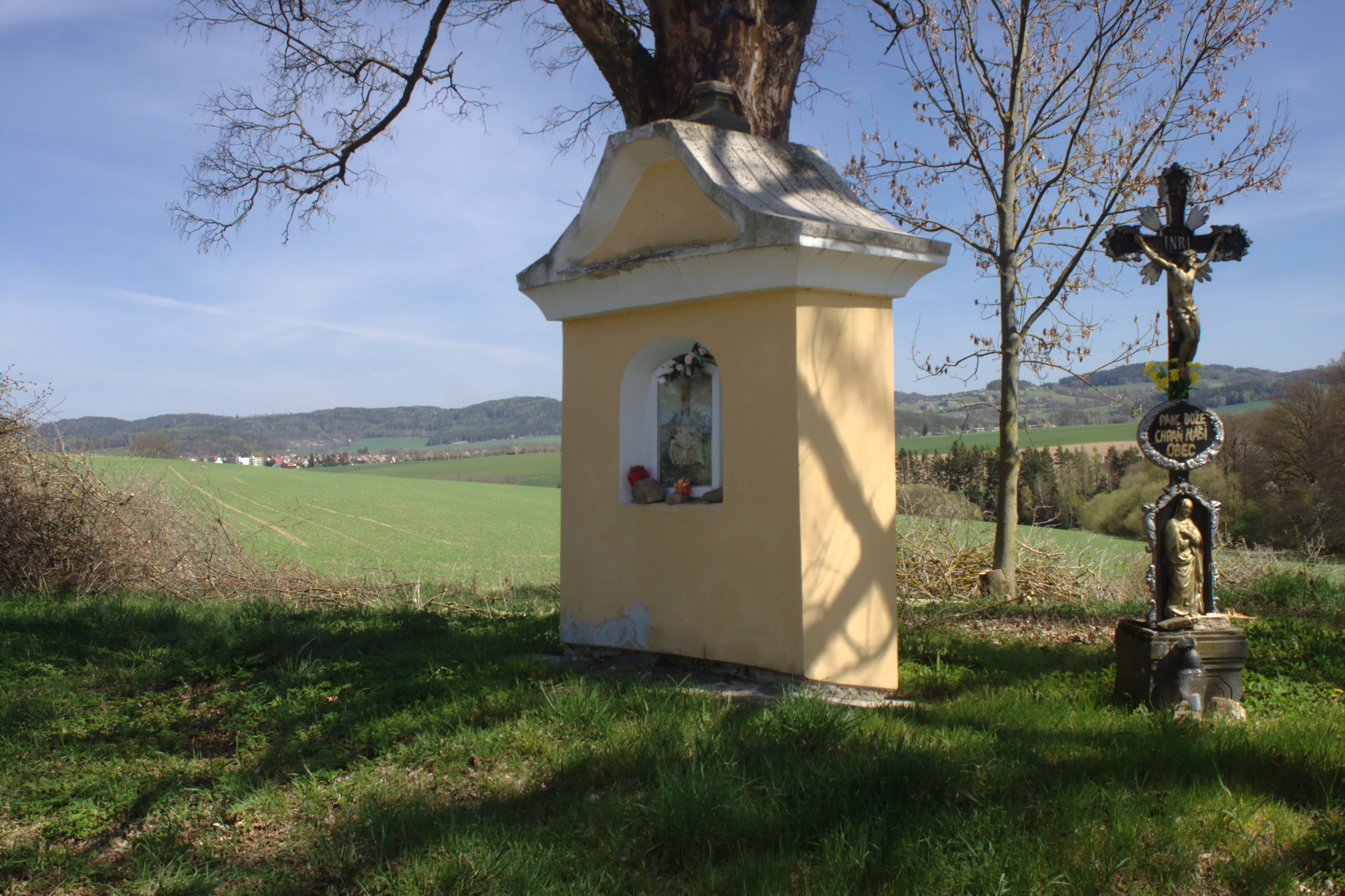
Výklenková kaplička před obcí
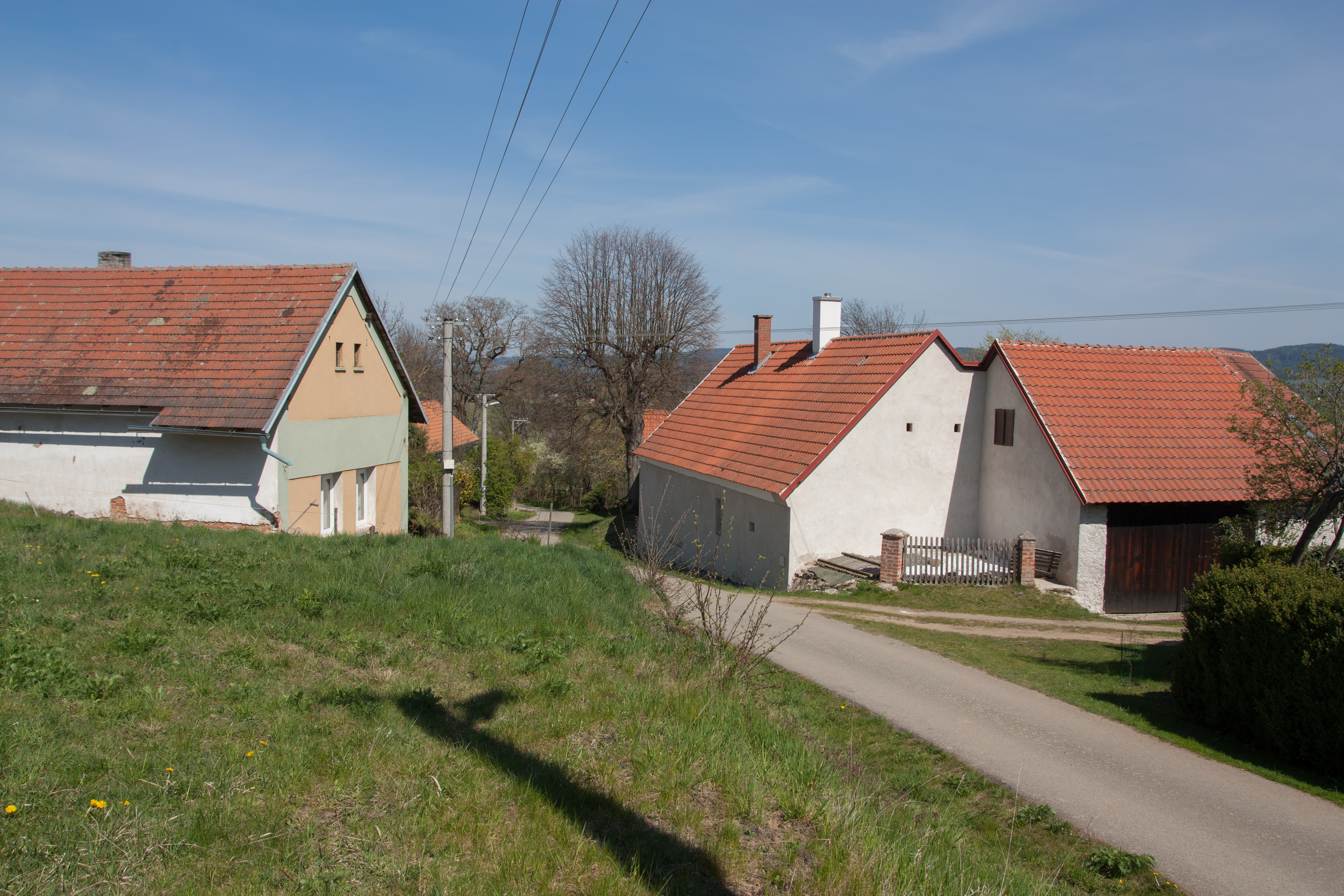
Pohled na domy
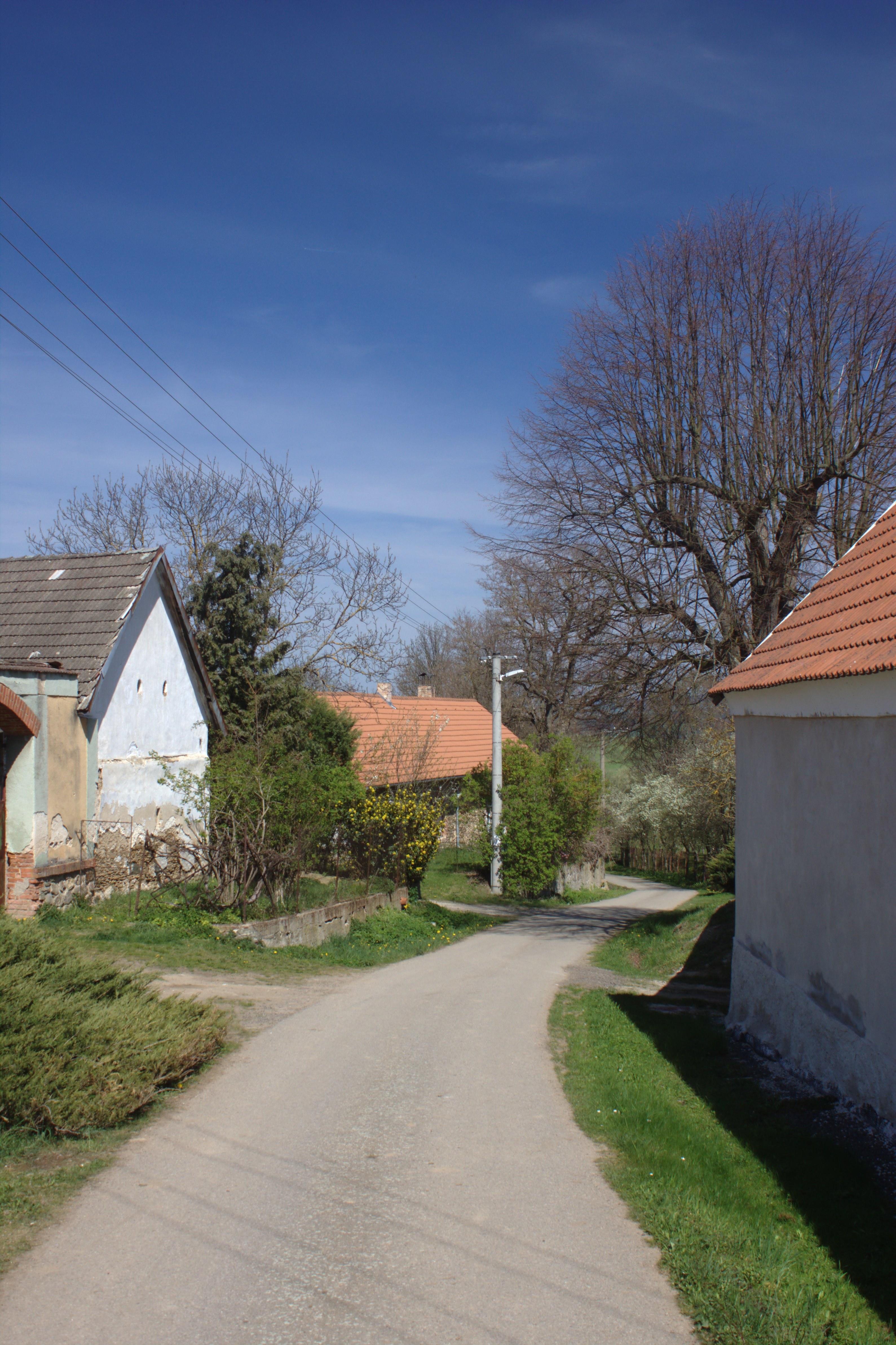
Hlavní silnice